# Województwo wołyńskie (I Rzeczpospolita)
Województwo wołyńskie – województwo Wielkiego Księstwa Litewskiego, później Korony I Rzeczypospolitej, część prowincji małopolskiej. Utworzone w 1566, na sejmie w Lublinie w roku 1569 przyłączone do Korony. Istniało do III Rozbioru Polski w 1795 r. Herbem województwa był biały krzyż w czerwonym polu z tarczą sercową z białym orłem. Senatorów większych było w województwie wołyńskim trzech: biskup łucki, wojewoda i kasztelan wołyńscy. Województwo dzieliło się na trzy powiaty: łucki, włodzimierski i krzemieniecki. Każdy z tych powiatów miał swoje starostwo grodowe w mieście powiatowym. Sejmikowało zaś województwo w Łucku, obierając z każdego powiatu po dwóch posłów sejmowych i jednym deputacie.

## Podział administracyjny
| Powiat                | Powierzchnia w mil² | Powierzchnia w km² |
| --------------------- | ------------------- | ------------------ |
| powiat łucki          | 374,30              | 20609,10           |
| powiat włodzimierski  | 122,65              | 4212,00            |
| powiat krzemieniecki  | 245,23              | 13502,70           |
| Razem (województwo) Σ | 742,18              | 38323,80           |

## Wojewodowie
- Janusz Ostrogski (od 1558)
- Aleksander Czartoryski (od 1566)
- Aleksander Ostrogski (od 1593)

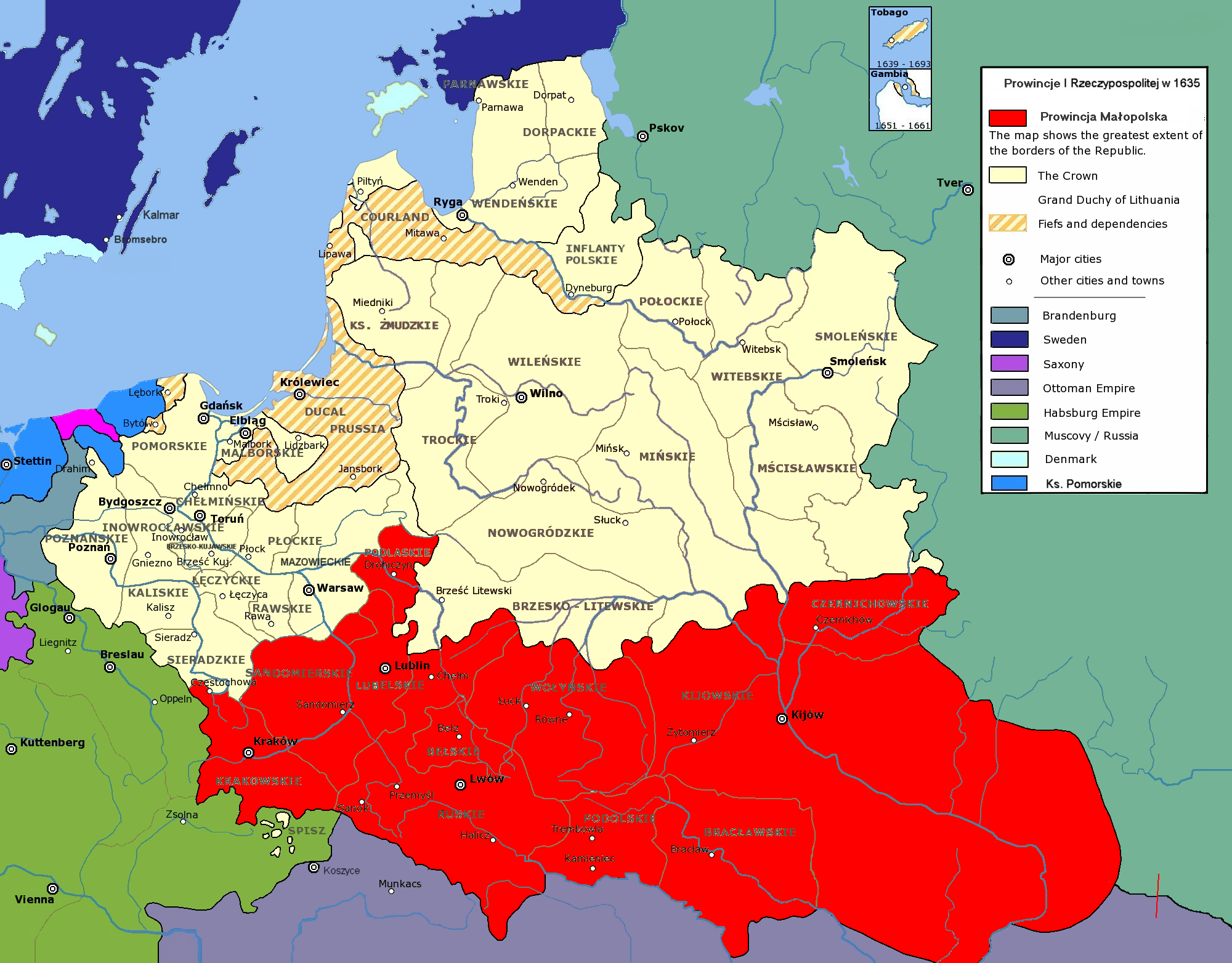
Prowincja małopolska Korony Polskiej (na czerwono) z zaznaczonym terenem województwa wołyńskiego, 1635

- Adam Aleksander Sanguszko (1630–1653)
- Mikołaj Jerzy Czartoryski (od 1657)
- Michał Jerzy Czartoryski (od 1661)
- Mikołaj Hieronim Sieniawski (od 1679)
- Jan Stanisław Jabłonowski (1693–1697)
- Jan Franciszek Stadnicki (do 1713)
- Atanazy Walenty Miączyński (25 sierpnia 1713–1723)
- Stanisław Ledóchowski (26 marca 1724–1726)
- Michał Potocki (od 1726)
- Seweryn Józef Rzewuski (do 1754)[6]
- Franciszek Salezy Potocki (1755)
- Józef Kanty Ossoliński (1757–1775)

## Miasta
Miasta królewskie:
- Kowel
- Krzemieniec
- Łuck
- Świniuchy
- Włodzimierz

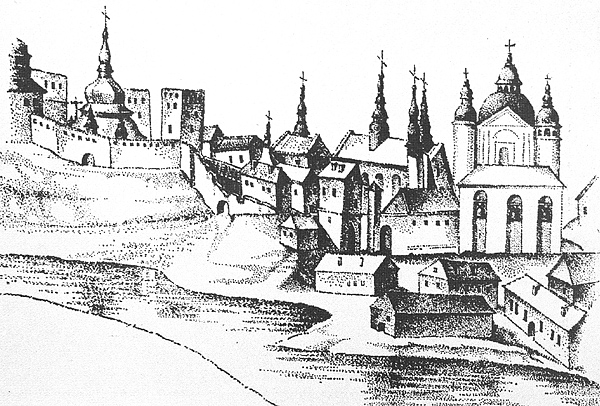
Łuck w XVIII wieku

Prywatne miasta szlacheckie:

- Beresteczko
- Czartorysk
- Drohobuż[10]
- Horochów
- Jampol
- Klewań
- Korzec
- Litowiż
- Łokacze
- Międzyrzecz
- Murawica
- Niesuchojeże
- Ołyka
- Ostróg
- Poryck
- Radziwiłłów
- Równe
- Starokonstantynów
- Stepań
- Tesłuhów
- Turzysk
- Włodzimierzec
- Zasław
- Zbaraż
- Zwiahel

Prywatne miasta duchowne:
- Kupiczów
- Rożyszcze
- Torczyn